# Jaime Castells y Montestruch
Jaime Castells y Montestruch (Montevideo, juliol de 1843 - ibídem., 31 de gener de 1915) fou un poeta i comerciant uruguaià, fill i net de catalans, orïunds de Sant Boi de Llobregat.
El seu pare era un destacat empresari barceloní que va contreure matrimoni amb una jove uruguaiana, filla de pare català i mare criolla. Provenia d'una família nombrosa i quatre de les seves germanes (Bernardina, Maria, Josefina i Lola), també nascudes a Montevideo, es van establir a Catalunya al costat del seu pare, Jaume Castells i Comas.
Va viure al barri de la Ciudad Vieja de Montevideo, prop de la Plaza Matriz i de l'església del mateix nom. A finals del segle xix va escriure Sonetos de Jack (1893). Poc després va entrar en fallida i es va enrolar en les llistes del Partit Colorado, si bé era membre del llavors existent Partit Constitucional. Va treballar en diverses editorials, on va aconseguir aparèixer en articles de periòdics locals com El Siglo.
Va formar part de Comissió Nacional de Comerç i de la Comissió de Corredors, al costat de l'empresari espanyol Emilio Reus.
Es va casar amb Laura Carafí y Zas i va tenir vuit fills, molts dels quals es van dedicar a la política. L'escriptor, diplomàtic i polític Adolfo Castells Mendívil és el seu net.